# Gene Reeves
Gene Reeves (New Hampshire, 2 aprile 1933 – Chicago, 8 maggio 2019) è stato uno storico delle religioni statunitense.
Dopo un dottorato in Filosofia della religione conseguito presso la Emory University, un "Bachelor of Sacred Theology" presso l'Università di Boston e un "Bachelor of Art" in psicologia, presso l'Università del New Hampshire, e dopo aver collaborato con la Wilberforce University (Ohio), Gene Reeves è stato a guida della Meadville Lombard Theological School dal 1979 al 1988, ricoprendo contemporaneamente l'incarico di  "professorial lecturer" presso la "Divinity School" dell'Università di Chicago, divenendone  dal 1989 professore emerito. 
Successivamente si è trasferito in Giappone dove ha insegnato per otto anni presso l'Università di Tsukuba.
Esperto di Buddhismo giapponese e profondo conoscitore del Sutra del Loto ha prodotto in questo ambito numerosi lavori tra cui:
- A Buddhist Kaleidoscope: Essays on the Lotus Sutra. 2003, Kosei Publishing Company. ISBN 978-4333019182
- The Lotus Sutra: A Contemporary Translation of a Buddhist Classic. 2008, Wisdom Publications (MA). ISBN 978-0861715718
- The Stories of the Lotus Sutra 2010, Wisdom Publications ISBN 978-0861716463
- Mahapajapati in the Lotus Sutra: by admitting women into the Sangha as nuns, the teaching that all are equal won out, but the reality of the monk's sexual desire and of consequent disrespect for women did not go away. 2005 NIBWA-Newsletter on International Buddhist Women. Distribuito dalla Thomson Gale di New York.